# Härnösands tingsrätt
Härnösands tingsrätt var en tingsrätt i Sverige med säte i Härnösand. Tingsrättens domsaga omfattade kommunerna Härnösand och Kramfors. Tingsrätten och dess domsaga ingick domkretsen för Hovrätten för Nedre Norrland. Tingsrätten upphörde den 25 februari 2002 och domstolen och dess domsaga uppgick i Ångermanlands tingsrätt och dess domsaga.

## Administrativ historik
Vid tingsrättsreformen 1971 bildades denna tingsrätt i Härnösand av häradsrätten för Ångermanlands södra domsagas tingslag. 1971 omfattade domsagan Härnösands och Kramfors kommuner (samt Bjärtrå, Noraströms, Nordingrå och Ullångers kommuner som 1974 gick upp i dessa). 1974 överfördes från Sollefteå domsaga till denna domsagan Ytterlännäs kommun och Styrnäs församling ur den då upplösta Boteå kommun. Från 1974 ingick i domsagan Härnösands och Kramfors kommuner. 
25 februari 2002 upphörde Härnösands tingsrätt och domstolen och dess domsaga överfördes till Ångermanlands tingsrätt och dess domsaga. 

## Lagmän
- 1971-1981: Carl Hamilton
- 1982-1993: Lars Olsgren
- 1994-2002: Lars-Göran Eriksson